# Gmina Tërthorë
Gmina Tërthorë  (alb. Komuna Tërthorë) – gmina położona w północno-zachodniej części kraju. Administracyjnie należy do okręgu Kukës w obwodzie Kukës.  W 2011 roku populacja wynosiła 2959 mieszkańców – 1528 mężczyzn oraz 1431 kobiet. Gmina  od wschodu graniczy z Kosowem, a jej północne granice rozciągają się na rzece Biały Drin.
W skład gminy wchodzi sześć miejscowości: Morinë, Bardhoc, Bardhoc i Ri, Breglumë, Porbreg, Gjegjan.